# Christoph Martin zu Stolberg-Roßla

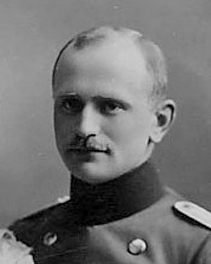
Christoph Martin zu Stolberg-Roßla

 Christoph Martin Graf (seit 1916 Fürst) zu Stolberg-Roßla (* 1. April 1888 in Roßla; † 27. Februar 1949 in Ortenberg) war ein deutscher Standesherr.

## Familie
Christoph zu Stolberg entstammte der vormals reichsunmittelbaren gräflichen Linie Stolberg-Roßla der Adelsfamilie Stolberg, die als Standesherren in Preußen verschiedene Vorrechte genossen. Die Familie hielt Besitzungen in der Grafschaft Stolberg-Roßla und in Ortenberg im Großherzogtum Hessen und demzufolge erbliche Sitze im preußischen Herrenhaus (1918) und in der Ersten Kammer der Landstände des Großherzogtums Hessen (1916–1918, nie förmlich eingetreten). 
Christoph zu Stolberg war der zweitgeborene Sohn des Fürsten Botho zu Stolberg-Roßla und dessen zweiter Ehefrau Hedwig, geborene Prinzessin zu Ysenburg und Büdingen in Büdingen (1863–1925). Er folgte 1916 seinem im Ersten Weltkrieg gefallenen älteren Bruder Jost Christian (1886–1916) als Fürst und Linienoberhaupt sowie als Besitzer der 1706 durch Erbteilung entstandenen, jedoch bereits 1731 von Kursachsen annektierten und 1806 endgültig mediatisierten Grafschaft Stolberg-Roßla.
Christoph zu Stolberg heiratete 1911 Ida Prinzessin Reuß (1891–1977), Tochter des Fürsten Heinrich XXII. und dessen Ehefrau Ida Prinzessin zu Schaumburg-Lippe. Sie war die jüngere Schwester des letzten Fürsten Reuß älterer Linie, Heinrich XXIV., der wegen Regierungsunfähigkeit unter Regentschaft gestellt worden war, sowie der späteren Kaiserinwitwe Hermine von Preußen. Das Paar hatte vier Kinder.

## Leben
Christoph zu Stolberg war preußischer Rittmeister im 3. Garde-Ulanen-Regiment. 1916 trat er das Erbe der Grafschaft Stolberg-Roßla an und wurde 1918 nach Vollendung des 30. Lebensjahres noch für wenige Monate bis zu dessen Auflösung Mitglied des Preußischen Herrenhauses. Fürst Stolberg-Roßla blieb Besitzer seiner Güter in und um Schloss Roßla sowie Schloss Ortenberg in Hessen. Seine Frau übernahm 1933 von ihrer Schwester Hermine das Schloss Burgk im Vogtland. 1945 wurden die Besitzungen in Roßla und Burgk enteignet, das Fürstenpaar zog sich auf seine in Westdeutschland gelegenen Besitzungen zurück, wo Christoph Martin 1949 auf Schloss Ortenberg starb.